# Morro Bay (bande dessinée)
Pour les articles homonymes, voir Morro et Morro Bay.
Morro Bay est une bande dessinée en 1 volume parue en 2005 chez l'éditeur Casterman.
- Scénario : Jean-Luc Cornette.
- Dessins et Couleurs: Jeanlouis Boccar.

## Synopsis
Nous sommes à Morro Bay en Californie à une date non connue. Entre un père intégriste, une petite sœur délurée, des camarades de classes, Evangeline et Tracy recherchent l'amour et enquêtent sur le passé sulfureux de leur professeur de basket-ball, Miss Scott,. Le passé ressurgit alors...

## Graphisme
Pastels gras numériques (Logiciel Painter).

## Thème principal
C'est un thriller teinté d'homosexualité féminine,

## Publication
- Casterman (Collection Un monde) (2005)  (ISBN 2-203-39117-0)